# Trapezio (astronomia)
Il Trapezio (o Ammasso del Trapezio) è un ammasso aperto visibile al centro della Nebulosa di Orione, nella costellazione di Orione. Fu scoperto da Galileo Galilei nel 1617.
Le quattro componenti principali, che conferiscono all'ammasso il nome di Trapezio, furono identificate da molti osservatori attorno al 1673, mentre in seguito furono scoperte altre componenti, per un totale di otto dal 1888. Successivamente, si scoprì che alcune di esse sono stelle doppie.
Si tratta di un ammasso relativamente giovane, che si è formato direttamente all'interno della nebulosa; le cinque stelle più luminose dell'ammasso hanno una massa dell'ordine di 15-30 masse solari, legate assieme in un'area con diametro di soli 1,5 anni luce, e sono responsabili dell'illuminazione della nebulosa circostante. Il Trapezio potrebbe essere un sottocomponente del più grande Ammasso della Nebulosa di Orione, un'associazione di circa 2000 stelle comprese in un diametro di 20 anni luce.
Il Trapezio è facilmente identificabile dall'asterismo formato dalle sue quattro stelle più brillanti; queste sono spesso identificate con le lettere A, B, C e D in ordine di ascensione retta crescente. La più brillante delle quattro è la C, o θ1 Orionis C, con magnitudine apparente 5,13. Sia A che B sono invece state identificate come binarie ad eclissi.
Le immagini all'infrarosso del Trapezio hanno permesso di penetrare la densa cortina di polveri, mostrando molte altre componenti stellari. Circa la metà delle stelle dell'ammasso sono circondate da un disco protoplanetario in dissolvimento; in aggiunta, sono state altresì notate alcune nane brune di bassa massa e delle stelle fuggitive.

## Possibile presenza di un buco nero
Un articolo del 2012 suggerisce la presenza di un buco nero di massa intermedia (IMBM), o più probabilmente di un sistema binario composto da un buco nero e una stella di massa totale ≈ 102 M☉. Questa ipotesi spiegherebbe la grande differenza fra le velocità radiali delle stelle dell'ammasso, che sarebbe quindi dovuta all'attrazione gravitazionale del sistema

## Galleria d'immagini

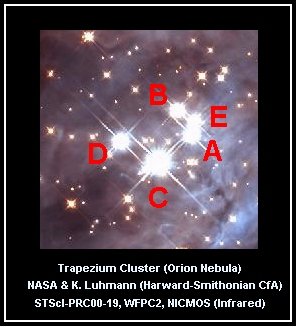
Identificazione delle stelle del Trapezio
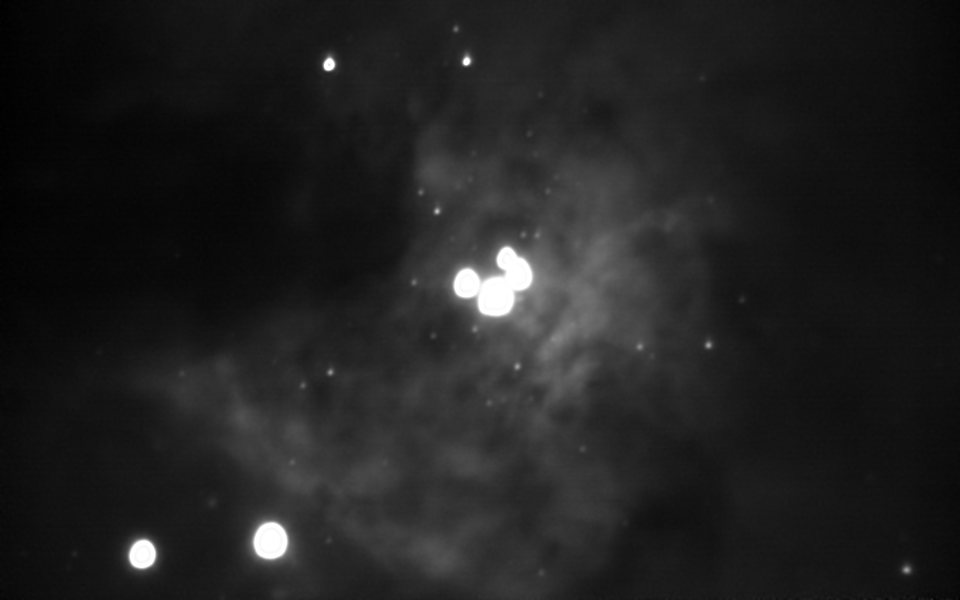
Immagine dell'ammasso del Trapezio ripreso con un telescopio amatoriale